# XRI
XRI és l'acrònim anglès d'eXtensible Resource Identifier, és a dir, d'Identificador de Recursos eXtensibles. És un esquema i protocol de resolució per a identificadors abstractes compatible amb Identificador de Recursos Uniformes i Identificador de Recursos Internacionalitzat, desenvolupat pel XRI Technical Committee a OASIS. L'objectiu de l'XRI és proveir un format universal per a identificadors abstractes i estructurats independents de dominis, ubicacions, aplicacions i transports, de manera que puguin ser compartits entre nombrosos dominis, directoris i protocols d'interacció.